# B-23 (autopista)
El acceso a Barcelona centro o B-23 es una autopista libre de peaje de acceso al centro la ciudad de Barcelona por el sur desde la autopista AP-7 e inaugurada en 1969.
Es un tramo de la antigua autopista A-2 (actualmente AP-2) que fue renombrada como B-23 cuando se cambió la denominación de las carreteras.
Tiene su inicio al final de la avenida Diagonal de Barcelona, extendiéndola hasta encontrar la autovía A-2, en donde discurre en paralelo, también junto al río Llobregat hasta entroncar con la AP-7 a la altura de El Papiol. Entre San Felíu de Llobregat y El Papiol pertenece al Itinerario Europeo E-90.
En las últimas décadas, algunos de los municipios se han desarrollado urbanísticamente a su alrededor, por lo que el Área metropolitana de Barcelona está elaborando estudios para cubrir la vía rápida en algunos puntos y dar continuidad al entramado local, prolongando la avenida Diagonal hasta el Llobregat.
Tiene 15,5 km de longitud.

## Tramos
| Denominación | Tramo | km     | Año servicio                                                                                     |
| ------------ | --- | ------ | ------------------------------------------------------------------------------------------------ |
| E-90 B-23    | Barcelona Avenida de Diagonal - Molins de Rey Tramo original: Barcelona Avenida de Diagonal - Molins de Rey Tramo ampliado: Barcelona Avenida de Diagonal - Molins de Rey Tramo Bus-VAO: Barcelona Avenida de Diagonal - Sant Feliu de Llobregat A-2 | 11 7,2 | 2 carriles por sentido: 1969 3 carriles por sentido: 1975 1 carril por sentido a Barcelona: 2025 |
| E-90 B-23    | Molins de Rey - El Papiol AP-7 | 4,3    | 2 carriles por sentido: 1972 3 carriles por sentido: ¿1974? 4 carriles por sentido: 1992         |

## Salidas
| Número de Salida | Nombre de Salida (Sentido El Papiol)                                        | Nombre de Salida (Sentido Barcelona)                         | Carretera que enlaza |
| ---------------- | --------------------------------------------------------------------------- | ------------------------------------------------------------ | -------------------- |
|                  | Empieza en Av. Diagonal                                                     | Continúa por Av. Diagonal                                    | Avenida Diagonal     |
| 1                | C-32 Ronda de Dalt Fira Esplugas de Llobregat                               | Ronda de Dalt Mataró Gerona                                  | B-20                 |
| 1B               |                                                                             | Esplugas de Llobregat                                        |                      |
| 3                | San Justo Desvern San Juan Despí Cornellá de Llobregat                      | San Justo Desvern San Juan Despí Cornellá de Llobregat       | N-340                |
| 5                | San Feliú de Llobregat San Juan Despí Zona Franca                           | Barcelona Ronda Litoral Zona Franca - ZAL Fira               | A-2 E-90             |
| 5B               | Lleida Zaragoza B-24 N-340 Tarragona                                        |                                                              | A-2                  |
| 8                | El Pla San Felíu de Llobregat Molins de Rey S.                              | El Pla San Feliú de Llobregat Molins de Rey S.               |                      |
| 10               | C-1413a Rubí - El Papiol Molins de Rey C. B-24 N-340 Tarragona N-2a Pallejá |                                                              | N-340 C-1413a        |
| 12               |                                                                             | B-24 N-340 Tarragona Molins de Rey N.                        | N-340 BV-1468        |
|                  | Gerona B-30 Rubí - San Cugat E-9 C-16 Manresa                               |                                                              | E-15 AP-7            |
|                  | Lérida Zaragoza Tarragona Valencia C-55 Manresa Continua por AP-7           | Barcelona Rondas Zona Franca - ZAL Fira Empieza en AP-7 AP-7 | E-15 E-90 AP-7       |